# Fey (álbum)
Fey es el álbum debut de la cantante mexicana Fey. Fue lanzado en 1995 por Sony Music Entertainment, filial en México bajo la producción de José Ramón Flórez y Gian Pietro Felisatti. Fey contó con influencias de la música pop - dance, bubblegum pop y la música industrial. Inicialmente Fey trabajó con José Ramón Flórez, quien le presentó a la cantante un conjunto de composiciones que fueron a gusto de esta, ambos coincidieron en los estilos musicales del álbum.
Musicalmente el disco tuvo referencias inspiradas en el techno orientados al baile y letras dirigidas a un público adolescente. El álbum produjo seis sencillos, de los cuales «Media naranja», «Gatos en el balcón» y «Me enamoro de ti» tuvieron éxito en Latinoamérica. También se dio paso a una gira llamada "Media naranja" la que recorrió ciudades de México en 1995. Con este disco Fey obtuvo sendos galardones en los Premios ERES y visitó algunos países como Brasil y Chile.
Gracias al estilo musical de Fey, se acordó presentarla a los medios con la edad de 17 años, cuando en realidad tenía 21. La cantante no reveló su edad en ese entonces lo que años después generaría polémica en medios. El álbum vendió más de 2,5 millones de copias a nivel mundial.

## Antecedentes y desarrollo
Fey no contaba con la aprobación de sus padres para ser cantante. Fue Noemí Gil (tía de Fey) quien apoyo a la cantante en sus inicios y juntas buscaron a varios productores musicales para que se interesen en el concepto de Fey. Cuando Fey tenía 16 años la disquera PolyGram (filial mexicana) mostró interés pero finalmente cancela la producción de un disco.
Por aquellos años Fey empezó una relación con Mauri Stern, integrante de la boy band Magneto, hasta que en 1994 Stern con ayuda de Toño Berumen (mánager de Magneto) le consiguen un contrato a Fey con Sony Music en México. Ese mismo año Noemí Gil y Fey se reencuentran con José Ramón Flórez y este al enterarse de la grabación del álbum le presenta a la cantante ciertas baladas. La cantante propuso cambiar el estilo musical ya que según Fey la música de aquellos años era "adulta" y no quería desarrollar ese estilo musical. Flórez aceptó y pide que Fey viaje a España, Francia e Italia para empezar la grabación de su primer disco que comenzó en 1994.

## Contenido
Fey contiene once canciones y un remix. Los estilos musicales predominantes en el álbum son el pop y el dance, aunque Fey ha declarado que Fey tiene influencias de la música electrónica alemana y el rave. Estos sonidos incitan al baile, lo que fue aprovechado para elaborarles coreografías.
La música empieza en un ambiente alegre y sus letras se refieren a vivencias de salidas o encuentros en discotecas. Esto se detalla en temas como «Fiebre del sábado», «Media naranja», «Tirando a matar» o «La noche se mueve». Se incluyen baladas de tendencia dance como «Me enamoro de ti», «Dos corazones» y «Bombón». En esta última se pueden escuchar frases en francés como "je t'aime" (te amo), "oh, mon chérie" (oh, mi amor) y "oh, mon petit" (oh, mi pequeño). Otras baladas son «Gatos en el balcón», «Bailando bajo la lluvia», «La soledad me matara» y «Como pan y chocolate». Todas con estilo pop, aunque la última mencionada posee sonidos influenciados por el acordeón, característico de la música norteña de México.

## Promoción
Fey debutó en el programa dominical mexicano "Siempre en domingo". De ahí la cantante se vio envuelta en fama y reconocimiento. Los representantes de la carrera de Fey crearon una controversia con respecto a su edad quienes acordaron ponerle 17 años  cuando en realidad tenía 21, situación que no fue desmentida en su momento ni por sus representantes ni mucho menos por la cantante. También tuvo que ocultar su noviazgo con su entonces mánager e integrante del grupo Magneto, Mauri Stern con quien ya tenía varios años de romance. Ambos decidieron mantener su noviazgo en secreto.
Sony editó el disco para ser comercializado en otros países fuera de México. La cantante recorrió Centroamérica y se volvió imagen de comerciales televisivos para la marca de refrescos Fanta, la cual tuvo por eslogan la frase "Sabor de alto voltaje".
Pasado esto Fey viajó a Brasil para presentar su disco.  En dicho país hizo presentaciones así como en Chile donde fue invitada a ser parte del jurado internacional del Festival de Viña del Mar de 1996. En este escenario Fey interpretó algunas canciones de su álbum y recibió un símbolo de participación por ser jurado en el festival de manos de Antonio Vodanovic.
También se le vincula sentimentalmente con Enrique Iglesias, quien hacia su debut el mismo año que Fey. Ambos posaron para una revista musical y fueron considerados como los dos lanzamientos más importantes de ese año. La nota de esa revista indicaba que Fey e Iglesias tenían rencillas y no se llevaban bien.
El álbum abrió una corta gira llamada "Media naranja" la cual contó con el apoyo de Fanta. Una de las presentaciones más destacadas se llevó a cabo en el Teatro Metropólitan con cuatro fechas consecutivas. Sony editó una segunda edición del disco que incluye la versión trance de «Media naranja» y un remix de «Me enamoro de ti». Con este disco Fey consigue nominaciones a los Premios ERES las cuales ganó.

### Sencillos
«Media naranja» fue la canción que hizo conocida a Fey en toda Latinoamérica. El tema entró en el top 10 de países como Argentina, Chile, Perú, Venezuela y México donde el tema estuvo por más de cuarenta semanas en los primeros diez lugares. La canción ganó su nominación en los Premios ERES como "Mejor tema bailable". «Media naranja» cuenta con dos versiones: un remix y una trance. A fines de 1995 el canal de televisión Telehit ubicó a «Media naranja» en el puesto 49 del ranking anual llamado "Top Ten (Top 50 singles)" y en el 2008 el canal VH1 Latinoamérica (VH1 Norte) coloca a «Media naranja» en el puesto 91 de Las 100 grandiosas canciones de los 90s en español. El segundo sencillo, «Gatos en el balcón» tuvo recepción similar al sencillo anterior. Su videoclip fue grabado en Francia, país donde Fey estaba grabando su segundo disco. El vídeo contó con efectos azules que elevaron la calidad de este y también obtuvo un Premio ERES como "Mejor vídeo mexicano" en 1995.
Sencillos posteriores como «La noche se mueve» y «Bailando bajo la lluvia» mantuvieron la fama del disco hasta la publicación de «Me enamoro de ti», otro radio-hit que entró en las listas semanales de varios países sudamericanos al igual que México. Su videoclip fue grabado al lado de la boy band Mercurio. Como sencillo final se lanzó «Fiebre del sábado», también gozaron de cierta popularidad temas como «Bombón» y «Tirando a matar».

### Recepción
Durante su promoción Fey se colocó en los primeros lugares del listado de álbumes de México y Latinoamérica gracias a sus primeros sencillos. En algunos países latinoamericanos Fey certifica Oro por sus ventas y Fey se llega a escuchar en Brasil. En México Fey certificó Oro por 150 000 copias vendidas. El disco de oro se lo dio su entonces mánager Mauri Stern en el programa "Siempre en domingo" en 1995, y posterior a esto, se estrena el videoclip de «Gatos en el balcón». Fey también certificó Platino por 250 000 copias en México.

### Impacto y legado
Fey ha sido considerada como la primera Pop Star Latina de los 90's gracias al estilo pop - dance de este álbum, incluso antes de Shakira, Anahí o Lynda, quienes empezaban sus respectivas carreras.
La forma de vestir de Fey fue copiada rápidamente por las jóvenes y niñas de la época al igual que sus coreografías, incluso su vestimenta llegó a convertirse en uno de los estilos de la moda noventera. Este look mezcla camisas a cuadros sujetas a la cintura, tops que muestran el ombligo así como donas en las muñecas. El maquillaje de la cantante tenía una tonalidad suave sin labiales o párpados cargados.
A finales del 2009 , el álbum fue presentado en MVS Comunicaciones en un documental de discografías llamado 25 Discos Esenciales como una de las veinticinco grabaciones esenciales de la música latinoamericana. En él se refiere a que Fey tuvo un impacto definitivo en la generación de los 90 y de haber cambiado la forma del pop hecha en México.

## Lista de canciones
Fueron 12 canciones en una primera edición y posteriormente se incluyeron dos remixes en una segunda edición.
| N.º | Título                      | Escritor(es)                              | Duración |  |
| 1.  | «Bombón»                    | Gian Pietro Felisatti y José Ramón Flórez | 4:15     |  |
| 2.  | «Gatos en el balcón»        | Fredi Marugán y Flórez                    | 4:08     |  |
| 3.  | «Fiebre del sábado»         | Felisatti y Flórez                        | 3:21     |  |
| 4.  | «La soledad me matará»      | Felisatti y Flórez                        | 4:05     |  |
| 5.  | «Media naranja»             | Marugán y Flórez                          | 3:44     |  |
| 6.  | «Me enamoro de ti»          | Marugán y Flórez                          | 3:55     |  |
| 7.  | «Dos corazones»             | Felisatti                                 | 4:06     |  |
| 8.  | «Tirando a matar»           | Felisatti y Flórez                        | 3:35     |  |
| 9.  | «Bailando bajo la lluvia»   | Flórez                                    | 3:16     |  |
| 10. | «La noche se mueve»         | Flórez                                    | 4:25     |  |
| 11. | «Como pan y chocolate»      | Marugán y Flórez                          | 4:03     |  |
| 12. | «La noche se mueve (Remix)» | Flórez                                    | 4:19     |  |

Segunda edición bonus tracks

|     |                            |          |  |  |  |  |  |  |  |  |
| N.º | Título                     | Duración |  |  |  |  |  |  |  |  |
| 13. | «Media naranja (Trance)»   | 6:04     |  |  |  |  |  |  |  |  |
| 14. | «Me enamoro de ti (Remix)» | 4:04     |  |  |  |  |  |  |  |  |

## Créditos y personal
- Fey - Vocalista principal, corista
- José Ramón Flórez - Productor, compositor, corista
- Gian Pietro Felisatti - Productor, compositor
- Fredi Marugán - Compositor, guitarra
- Juan Giralt - Corista
- Maisa Hens - Corista
- María Lar - Corista
- Remi Causse - Teclados, programación
- Loris Ceroni - Bajo
- Antonio Marcos - Guitarra
- Begoña Larrañaga - Acordeón
- Massimo Noe - Ingeniero
- Stefano Pulga - Arreglista, programación

Fuente: Allmusic

## Listas de popularidad y certificaciones
| País - Lista      | Mayor posición | Certificación |
| ----------------- | -------------- | ------------- |
| México (AMPROFON) | 1              | Platino       |

## Información del álbum
| País   | Año  | Formato | Sello              | # de catálogo |
| México | 1995 | CD      | Sony International | 81602         |

## Otras ediciones
- 1.ª edición con 12 canciones (1995).
- 2.ª edición con 14 canciones: incluye Media naranja (Versión trance) y Me enamoro de ti (Versión mix) (1995).
- 3.ª edición con 12 canciones: Edición latinoamericana. El CD de fondo azul cambia a rosa (1995).
- 4.ª edición con 14 canciones originales, el booklet es muy reducido (2001).
- 5.ª edición, sencilla en calidad y diseño. Contiene las 14 canciones originales (2005).